# قاهره بزرگ
قاهره بزرگ (به عربی: القاهرة الکبری) یک منطقهٔ شهری در برگیرنده قاهره است که در استان قاهره واقع شده‌است. 

## شهرهای اصلی قاهره بزرگ
- قاهره
- جیزه
- حلوان
- شبر الخیمه

## خصوصیات
قاهره بزرگ ۰۰۰'۹۳۴'۲۰ نفر جمعیت دارد.